# Adolf Hnatek
Adolf Hnatek (* 7. Juni 1876 in Wien; † 16. Oktober 1960 ebenda) war ein österreichischer Astronom.
Hnatek war ab 1928 Kustos, ab 1932 außerordentlicher Professor für Astronomie an der Universität Wien und viele Jahrzehnte an der Universitätssternwarte. Er war ein Pionier der Spektralphotometrie von Sternen, indem er die relativen Energiedichten (bestimmbar aus den fotografischen Platten) bei verschiedenen Wellenlängen verglich und dann aus dem Vergleich mit dem Schwarzkörperspektrum eines Vergleichssterns die Temperatur ermittelte. Er schrieb über dieses Gebiet 1928 einen Artikel in der Enzyklopädie der mathematischen Wissenschaften.